# Olympische Sommerspiele 2012/Gewichtheben – Federgewicht (Frauen)
Das Gewichtheben der Frauen in der Klasse bis 53 kg (Federgewicht) bei den Olympischen Spielen 2012 in London fand am 29. Juli 2012 im ExCeL Exhibition Centre statt. Es traten 18 Sportlerinnen aus 17 Ländern an.
Der Wettbewerb bestand aus zwei Teilen: Reißen (Snatch) und Stoßen (Clean and Jerk). Die Teilnehmerinnen traten in zwei Gruppen zuerst im Reißen an, bei dem sie drei Versuche hatten. Wer ohne gültigen Versuch blieb, schied aus. Im Stoßen hatte wieder jede Starterin drei Versuche. Die Sportlerin mit dem höchsten zusammenaddierten Gewicht gewann. Im Falle eines Gleichstandes gab das geringere Körpergewicht den Ausschlag.

## Titelträgerinnen
| Weltmeisterin   | Reißen    | Sülfija Tschinschanlo            | 097 kg | WM 2011 in Paris |
| Weltmeisterin   | Stoßen    | Sülfija Tschinschanlo            | 130 kg | WM 2011 in Paris |
| Weltmeisterin   | Zweikampf | Sülfija Tschinschanlo            | 227 kg | WM 2011 in Paris |
| Olympiasiegerin | Zweikampf | Prapawadee Jaroenrattanatarakoon | 221 kg | Peking 2008      |

## Bestehende Rekorde
| Weltrekord    | Reißen    | Li Ping                          | 103 kg | Guangzhou, China   | 14. November 2010  |
| Weltrekord    | Stoßen    | Sülfija Tschinschanlo            | 130 kg | Paris, Frankreich  | 6. November 2011   |
| Weltrekord    | Zweikampf | Li Ping                          | 230 kg | Guangzhou, China   | 14. November 2010  |
| Olympiarekord | Reißen    | Yang Xia                         | 100 kg | Sydney, Australien | 18. September 2000 |
| Olympiarekord | Stoßen    | Prapawadee Jaroenrattanatarakoon | 126 kg | Peking, China      | 10. August 2008    |
| Olympiarekord | Zweikampf | Yang Xia                         | 225 kg | Sydney, Australien | 18. September 2000 |

## Zeitplan
- Gruppe B: 29. Juli 2012, 12:30 Uhr
- Gruppe A: 29. Juli 2012, 15:30 Uhr

## Endergebnis
| Platz | Athletin              | Land                    | Gruppe | Körper- gewicht | Reißen (kg) | Reißen (kg) | Reißen (kg) | Reißen (kg) | Stoßen (kg) | Stoßen (kg) | Stoßen (kg) | Stoßen (kg) | Gesamt |
| Platz | Athletin              | Land                    | Gruppe | Körper- gewicht | 1           | 2           | 3           | Ergebnis    | 1           | 2           | 3           | Ergebnis    | Gesamt |
| ----- | --------------------- | ----------------------- | ------ | --------------- | ----------- | ----------- | ----------- | ----------- | ----------- | ----------- | ----------- | ----------- | ------ |
| 1     | Hsu Shu-ching         | Chinesisch Taipeh       | A      | 52,41           | 91          | 94          | 96          | 96          | 120         | 123         | 123         | 123         | 219    |
| 2     | Citra Febrianti       | Indonesien              | A      | 52,53           | 88          | 91          | 94          | 91          | 108         | 112         | 115         | 115         | 206    |
| 3     | Julija Paratowa       | Ukraine                 | A      | 52,43           | 91          | 94          | 94          | 91          | 105         | 108         | 108         | 108         | 199    |
| 4     | Rusmeris Villar       | Kolumbien               | A      | 52,59           | 87          | 87          | 90          | 87          | 105         | 109         | 112         | 109         | 196    |
| 5     | Aleksandra Klejnowska | Polen                   | A      | 52,67           | 83          | 84          | 86          | 84          | 108         | 112         | 113         | 112         | 196    |
| 6     | Nguyen Thi Thuy       | Vietnam                 | B      | 52,23           | 80          | 84          | 85          | 85          | 110         | 110         | 115         | 110         | 195    |
| 7     | Yu Weili              | Hongkong                | B      | 52,95           | 86          | 86          | 90          | 90          | 105         | 110         | 110         | 105         | 195    |
| 8     | Inmara Henríquez      | Venezuela               | B      | 52,84           | 78          | 81          | 81          | 81          | 107         | 110         | 113         | 113         | 194    |
| 9     | Julia Rohde           | Deutschland             | B      | 52,45           | 83          | 85          | 87          | 85          | 105         | 108         | 110         | 108         | 193    |
| 10    | Kanae Yagi            | Japan                   | B      | 52,36           | 82          | 82          | 85          | 82          | 105         | 109         | 109         | 109         | 191    |
| 11    | Joanna Łochowska      | Polen                   | A      | 52,57           | 84          | 87          | 87          | 84          | 104         | 107         | 110         | 107         | 191    |
| 12    | Dika Toua             | Papua-Neuguinea         | B      | 52,48           | 75          | 79          | 79          | 79          | 95          | 100         | 100         | 95          | 174    |
| 13    | Helena Wong           | Singapur                | B      | 52,31           | 55          | 59          | 61          | 61          | 67          | 71          | 73          | 73          | 134    |
| —     | Yuderqui Contreras    | Dominikanische Republik | A      | 52,95           | 94          | 94          | 94          | —           | —           | —           | —           | —           | DNF    |
| —     | Zhou Jun              | China                   | B      | 52,80           | 95          | 95          | 95          | —           | —           | —           | —           | —           | DNF    |
| —     | Aylin Daşdelen        | Türkei                  | A      | 52,91           | 91          | 91          | 91          | 91          | 124         | 129         | —           | —           | DNF    |
| —     | Cristina Iovu         | Moldau                  | A      | 52,79           | 95          | 99          | 99          | 99          | 115         | 120         | 125         | 120         | DSQ    |
| —     | Sülfija Tschinschanlo | Kasachstan              | A      | 52,70           | 92          | 92          | 95          | 95          | 125         | 131         | 135         | 131         | DSQ    |

Wie sich im Juni 2016 bei Doping-Nachtestes des Internationalen Olympischen Komitees herausstellte, hatte sich die Kasachin Sülfija Tschinschanlo ihre Goldmedaille mit unerlaubten Mitteln verschafft. Aus diesem Grund wurde ihr diese Medaille aberkannt. Im November 2016 folgte auch die Aberkennung der Silbermedaille der Moldawierin Cristina Iovu.

## Bildergalerie

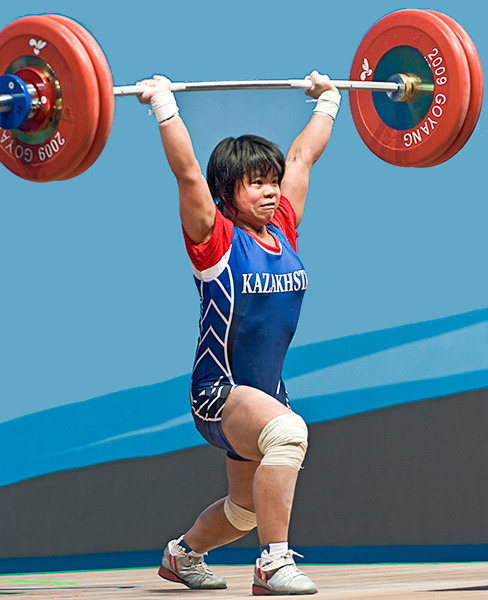
Die bei den Olympischen Spielen gedopte Kasachin Sülfija Tschinschanlo
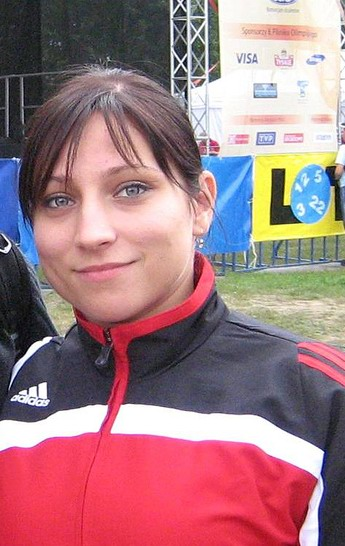
Aleksandra Klejnowska (POL) erreichte Platz 5